# Remo nos Jogos Olímpicos de Verão de 1924
O remo nos Jogos Olímpicos de Verão de 1924 foi realizado em Paris, na França, com sete eventos disputados.

## Eventos do remo
Masculino: Skiff simples | Skiff duplo | Dois sem | Dois com | Quatro sem | Quatro com | Oito com

## Skiff simples
| Pos. | País                 | Atletas         | Tempo  |
| ---- | -------------------- | --------------- | ------ |
|      | Grã-Bretanha (GBR)   | Jack Beresford  | 7:42.2 |
|      | Estados Unidos (USA) | William Gilmore | 7:54.0 |
|      | Suíça (SUI)          | Josef Schneider | 8:01.1 |

## Skiff duplo
| Pos. | País                 | Atletas                         | Tempo  |
| ---- | -------------------- | ------------------------------- | ------ |
|      | Estados Unidos (USA) | Paul Costello Jack Kelly        | 6:34.0 |
|      | França (FRA)         | Marc Detton Jean-Pierre Stock   | 6:38.0 |
|      | Suíça (SUI)          | Rudolf Bosshard Heinrich Thomas | -      |

## Dois sem
| Pos. | País                | Atletas                     | Tempo  |
| ---- | ------------------- | --------------------------- | ------ |
|      | Países Baixos (NED) | Teun Beijnen Willy Rösingh  | 8:19.4 |
|      | França (FRA)        | Maurice Bouton Georges Piot | 8:21.6 |
|      | -                   | nenhum                      | -      |

## Dois com
| Pos. | País                 | Atletas                                                     | Tempo  |
| ---- | -------------------- | ----------------------------------------------------------- | ------ |
|      | Suíça (SUI)          | Edouard Candeveau Alfred Felber Emile Lachapelle (tim.)     | 8:39.0 |
|      | Itália (ITA)         | Ercole Olgeni Giovanni Scatturin Gino Sopracordevole (tim.) | 8:39.1 |
|      | Estados Unidos (USA) | Leon Butler Harold Wilson Edward Jennings (tim.)            | -      |

## Quatro sem
| Pos. | País               | Atletas                                                       | Tempo  |
| ---- | ------------------ | ------------------------------------------------------------- | ------ |
|      | Grã-Bretanha (GBR) | Charles Eley Terence Sanders Robert Morrison James MacNabb    | 7:08.6 |
|      | Canadá (CAN)       | Colin Finlayson Archibald Black George Mackay William Wood    | 7:18.0 |
|      | Suíça (SUI)        | Emile Albrecht Alfred Probst Eugen Sigg-Bächthold Hans Walter | -      |

## Quatro com
| Pos. | País                 | Atletas                                                                              | Tempo  |
| ---- | -------------------- | ------------------------------------------------------------------------------------ | ------ |
|      | Suíça (SUI)          | Emile Albrecht Alfred Probst Eugen Sigg-Bächthold Hans Walter Emil Lachapelle (tim.) | 7:18.4 |
|      | França (FRA)         | Eugène Constant Louis Gressier Georges Lecointe Raymond Talleux Marcel Lepan (tim.)  | 7:21.6 |
|      | Estados Unidos (USA) | Robert Gerhardt Sidney Jelinek Edward Michell Henry Welsford John Kennedy (tim.)     | -      |

## Oito com
| Pos. | País                 | Atletas | Tempo  |
| ---- | -------------------- | --- | ------ |
|      | Estados Unidos (USA) | Leonard Carpentier Howard Kingsbury Daniel Lindley John Miller James Rockefeller Frederick Sheffield Benjamin Spock Alfred Wilson Laurence Stoddard (tim.)        | 6:33.4 |
|      | Canadá (CAN)         | Arthur Bell Robert Hunter William Langford Harold Little John Smith Warren Snyder Norman Taylor William Wallace Ivor Campbell (tim.)                              | 6:49.0 |
|      | Itália (ITA)         | Antonio Cattalinich Francesco Cattalinich Simeone Cattalinich Giuseppe Crivelli Latino Galasso Pietro Ivanov Bruno Sorich Carlo Toniatti Vittorio Gliubich (tim.) | -      |

## Quadro de medalhas do remo
| Pos. | País               | Ouro | Prata | Bronze | Total |
| 1    | USA Estados Unidos | 2    | 1     | 2      | 5     |
| 2    | SUI Suíça          | 2    | 0     | 3      | 5     |
| 3    | GBR Grã-Bretanha   | 2    | 0     | 1      | 3     |
| 4    | NED Países Baixos  | 1    | 0     | 0      | 1     |
| 5    | FRA França         | 0    | 3     | 0      | 3     |
| 6    | CAN Canadá         | 0    | 2     | 0      | 2     |
| 7    | ITA Itália         | 0    | 1     | 1      | 2     |